# 大塚和也

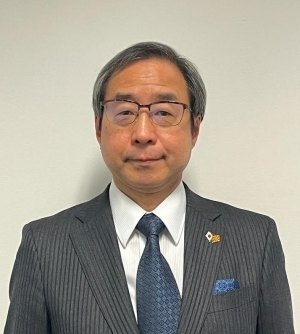
在北マケドニア日本国大使館ウェブページより（令和５年１月）

大塚 和也（おおつか かずや、1959年〈昭和34年〉4月25日 - ）は、北海道出身の日本の外交官。
在ウクライナ大使館参事官などを経て、2022年11月から駐北マケドニア大使を務める。

## 略歴
- 1982年3月　北海道大学文学部ドイツ文学科卒業
- 1986年　外務省専門職員採用試験合格
- 1987年4月　外務省入省
- 2001年3月　経済局国際機関第一課サービス貿易室
- 2002年4月　経済局国際機関第一課サービス貿易室 課長補佐
- 2004年7月　在ドイツ日本国大使館 一等書記官
- 2008年11月　国際連合日本政府代表部 一等書記官
- 2011年8月　経済局経済連携課 課長補佐
- 2016年7月　経済局国際経済課欧州連合経済室長
- 2019年3月　在ウクライナ日本国大使館 参事官
- 2022年11月　北マケドニア国駐箚 特命全権大使